# Công viên ngoạn cảnh Przemków
Công viên Przemkow (Công viên Przemkowski Krajobrazowy) là một khu vực được bảo vệ (Công viên cảnh quan) ở phía tây nam Ba Lan, được thành lập vào năm 1997, có diện tích là 223,38 km².
Công viên thuộc tỉnh Dolnośląskie, hạt Bolesławiecki và hạt Polkowicki.

## Đặc điểm
Có bốn khu bảo tồn thiên nhiên trong công viên, hai vùng nguyên sinh: Buczyna Piotrowicka, Stawy Przemkowskie (Ao Przemkow) và hai thảm thực vật: Legi Zrodliskowe, Torfowisko Borowki.
Núi Pasternik cao 187,4 m và cũng là nơi cao nhất công viên
Cây sồi mang tên "Chrobry" là cây lâu đời nhất còn sống ở Ba Lan, gần làng Piotrowice. Ước tính cây đã sống 720 năm.
Công viên có hai vùng chưa chịu tác động của con người (vùng nguyên sinh), đó là Rừng okolic Przemkowa và Ao Przemkow. Năm 2010, Hiệp hội bảo tồn Ba Lan phát hiện trong công viên tồn tại loài sóc đất châu Âu (Spermophilus citellus) ở khu vực gần Jakubowo Lubińskie.

## Các loài được bảo tồn
Loài quý hiếm được bảo tồn trong công viên bao gồm:
- Vinca minor
- Hedera helix
- Osmunda regalis
- Nuphar luteum
- Nymphaea alba
- Nymphaea candida
- Aruncus sylvestris
- Trollius europaeus
- Drosera rotundifolia
- Drosera intermedia
- Pinus uliginosa
- Orchis maculata
- Orchis latifolia
- Daphne mezereum
- Lonicera periclymenum
- Lycopodium clavatum
- Lycopodium onnotinum
- Lycopodium selago